# Hollenstein an der Ybbs
Hollenstein an der Ybbs é um município da Áustria localizado no distrito de Amstetten, no estado de Baixa Áustria.